# تجارة التجزئة بالعملات الأجنبية
تجارة التجزئة بالعملات الأجنبية هي جزء صغير من سوق العملات الأجنبية الأكبر حيث يضارب الأفراد فيها على سعر الصرف بين العملات المختلفة. وقد تطور هذا القطاع مع ظهور منصات التداول الإلكترونية المخصصة والإنترنت والتي سمحت للأفراد بالوصول إلى أسواق العملات العالمية. في عام 2016، أفيد أن حجم تجارة التجزئة من النقد الأجنبي يمثل 5.5٪ من سوق النقد الأجنبي كله أو 282 مليار دولار حجم التداول اليومي.
قديما قبل تطوير منصات تداول العملات الأجنبية في أواخر التسعينيات، اقتصر تداول العملات الأجنبية على المؤسسات المالية الكبيرة. وكان تطوير الإنترنت، والبرمجيات التجارية ووسطاءالفوركس و التداول على الهامش هي من الغوامل التي أدت إلى نمو تجارة التجزئة. ويستطيع المتداولون تداول العملات فوريا مع صانعي السوق بواسطة الهامش. وهذا يعني الحاجة إلى إيداع نسبة صغيرة فقط من حجم التجارة ويمكن شراء وبيع العملات في ثوان.

## التاريخ
شهد عام 1996 الجيل الأول من منصات تداول العملات عبر الإنترنت. وسمح ذلك بازدهار تداول العملات الأجنبية وزيادة العملاء. وتسمح تكنولوجيا الويب بتداول العملات الأجنبية بالتجزئة بطريقة سهلة وسريعة والوصول إلى الأسواق وأزواج العملات وإجراء الصفقات من أجهزة الكمبيوتر الخاصة بالعملاء.
شهد تطوير برمجيات من منصات التداول عددا من المراحل. في البداية، كانت منصات التداول تستند إلى برامج أساسية يتم تحميلها على الكمبيوتر. وأعقب ذلك تطوير واجهات سهلة الاستخدام وخصائص متقدمة مثل الرسم البياني وأدوات التحليل الفني. شهدت المرحلة التالية الانتقال إلى منصات على شبكة الإنترنت والأجهزة الذكية.

## النصب الإلكتروني
تم الترويج لتجارة الفوركس بالتجزئة من قبل البعض على أنها وسيلة سهلة لتحقيق الأرباح، وبالتالي كان هذا محور عدد من عمليات الاحتيال في تجارة العملات. ردا على ذلك، فرض المنظمون الماليون في عدد من البلدان قيودا وقدموا تحذيرات بشأن هذا النوع من التجارة ودعياته، فضلا عن إجراءات قانونية ضد الجناة. ومع ذلك، ونظرا للطبيعة اللامركزية لتداول العملات وسهولة الوصول العالمي إلى الإنترنت، يوجد عدد من الوسطاء تحت قوانين أقل تقييدا.